# Tvtime
tvtime是一個在Linux平台上運作的電視軟體，主要作為Linux平台上的電視卡前端播放介面。該軟體與PPStream等網路電視軟體不同，後者主要用來收看透過網路串流或點對點(P2P)方式傳送的網路電視。